# 零次文献
零次文献是一种特殊形式的信息源，主要包括两个方面的内容：
- 形成一次文献以前的知识信息，即未经记录、未形成文字材料，是人们的“出你之口，入我之耳”的口头交谈；
- 是未经正式发表的原始文献，或未正式出版的各种书刊资料，如书信、手稿、记录、笔记和包括一些内部使用通过公开正式的订购途径所不能获得的书刊资料。

零次文献一般是通过口头交谈、参观展览、参加报告会等途径获取，不仅在内容上有一定的价值，而且能弥补一般公开文献从信息的客观形成到公开传播之间费时甚多的弊病。